# Toyotamaphimeia machikanensis
Toyotamaphimeia machikanensis è un coccodrillo estinto, appartenente ai tomistomini. Visse nel Pleistocene medio (circa 500.000 anni fa) e i suoi resti fossili sono stati ritrovati in Giappone. Era strettamente imparentato all'attuale falso gaviale, tanto che inizialmente fu descritto come un membro dello stesso genere della forma attuale, Tomistoma. Toyotamaphimeia era un grande coccodrillo: il solo cranio superava il metro di lunghezza, e l'animale intero raggiungeva gli 8 metri.